# حسن نجفی

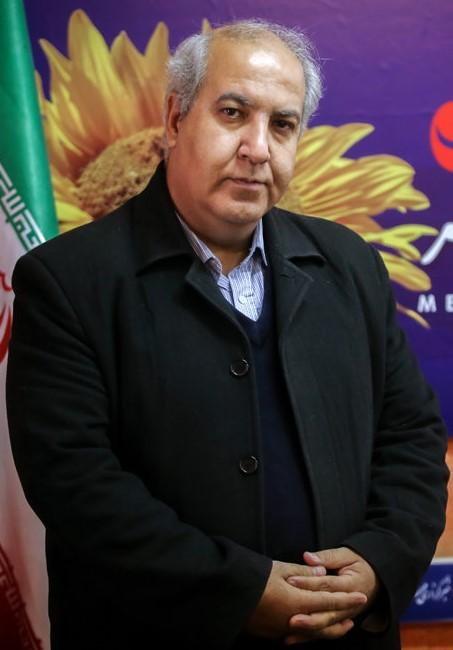

حسن نجفی (متولد ۲۵ شهریور ۱۳۴۵ در تبریز) عکاس، شاعر، نمایشنامه نویس، فیلم‌نامه‌نویس و کارگردان ایرانی سینما، تلویزیون و تئاتر است.

## زندگی هنری
او فعالیت هنری خود را با داستان‌نویسی آغاز کرد و در سال ۱۳۵۷ اولین حضور خود را در تئاتر تجربه کرد. در سال ۱۳۶۲ با نمایش «نیستان» کار حرفه‌ای تئاتر را آغاز کرد و در سال ۱۳۶۴ اولین فیلم کوتاه مستند خود را ساخت. پس از سال‌های ۷۶–۷۱ به اجرای خیابانی تئاتر، ساخت کلیپ، و تله تئاتر پرداخت که حائز چند جایزه نیز شد. او همچنین از سال ۱۳۷۳ کار در تلویزیون را نیز آغاز کرد و با مجموعه‌ی: «بمان با من بخوان»، «سرزنش»، «پاتوق»، «میقات» و «آبی آفتابی» به ادامه فعالیت هنری خود پرداخت. نجفی در سال ۱۳۷۶ به عرصه سینما راه یافت. عمده مضامین کارهای حسن نجفی دینی و مذهبی است. آسمان هشتم و سهم گمشده دو فیلمی هستند که هرچند مذهبی اما رویکرد نزدیکی دو کشور ایران و آذربایجان و بیان فرصت‌های همکاری بیشتر را فراهم کرده‌است. فیلم‌برداری سهم گمده در باکو و فیلم آسمان هشتم در مشهد انجام شده‌است. اپیزود دوم آسمان هشتم که با همین رویکرد است هنوز اجازه ساخت پیدا نکرده‌است. 

## تئاتر
- آغاز فعالیت هنری جدی با نقاشی و تیرای، نویسندگی و بازیگری تئاتر ۱۳۵۷
- بازی در تئاتر مدارس ۲۶–۱۳۵۷
- اولین کارگردانی نیمه حرفه‌ای تئاتر، نمایش «نیستان» و اجرای صحنه‌ای آن در تالار شهید مدنی تبریز ۱۳۶۲
- متن‌نویسی نمایش برای گروه‌های تئاتر ۶۴–۱۳۶۲
- راه‌اندازی و کارگردانی گروه‌های نمایشی در مناطق جنگی ۶۵–۱۳۶۴
- نویسندگی و کارگردانی تئاتر «یک کبوتر دو پرواز» و اجرای صحنه‌ای در تالار شهید مدنی تبریز ۱۳۶۸
- نویسندگی و کارگردانی تئاتر «یک کبوتر دو پرواز» و اجرای صحنه‌ای در تهران ۱۳۶۸
- نویسندگی و کارگردانی تئاتر «بچه‌ها در جنگ» و اجرای صحنه‌ای در دانشگاه تبریز ۱۳۶۸
- نویسندگی و کارگردانی تئاتر «حدیث قبیله آفتاب» و اجرای صحنه‌ای آن در سالن حوزه هنری ۱۳۶۸
- نویسندگی و کارگردانی تئاتر «زوزه» ۱۳۶۹
- نویسندگی و کارگردانی تئاتر «هنگ آفتاب» و اجرای صحنه‌ای در سالن حوزه هنری ۱۳۶۹
- نویسندگی و کارگردانی و راه‌اندازی اولین اجرای خیابانی بعد از انقلاب با نمایش «روایت از یک داستان ناتمام» ۱۳۷۱
- نویسندگی و کارگردانی تئاتر خیابانی «زخمه بر زخم» ۱۳۷۲
- نویسندگی و کارگردانی تئاتر خیابانی «آبی سرخ» با ۱۸۰۰۰ تماشاگر ۱۳۷۳
- نویسندگی و کارگردانی تئاتر «ردپای پرواز» و اجرای متعددصحنه‌ای ۱۳۷۴
- نویسندگی و کارگردانی مانور بزرگ نمایش ۲۹ بهمن در بازار تبریز با انبوه هنروران و بازیگران ۱۳۷۴
- نویسندگی و کارگردانی تئاتر «سرود صبحگاه» و اجرای متعدد صحنه‌ای ۱۳۷۶

## فیلم‌شناسی
1. مجموعه جلال (حسن نجفی)(کارگردان)(۱۳۹۸)
2. مجموعه تلویزیونی عائله لر (حسن نجفی) (تهیه‌کننده و کارگردان)(۱۳۹۳)
3. رازهای دره درینا (حسن نجفی) (نویسنده و کارگردان) پیش تولید
4. اسب هاهمچنان می‌تازند (حسن نجفی) (نویسنده و کارگردان) (۱۳۹۲)
5. شرفناز (حسن نجفی) (نویسنده و کارگردان و تهیه‌کننده)(۱۳۹۲)
6. آسمان مال ماست (حسن نجفی) (نویسنده و کارگردان) (۱۳۹۱)
7. جمال (حسن نجفی) (نویسنده و کارگردان) (۱۳۹۱)
8. آسمان هشتم (حسن نجفی) {نویسنده و کارگردان} (۱۳۸۹)
9. سهم گمشده (حسن نجفی) {نویسنده و کارگردان } (۱۳۸۶)
10. بید مجنون (مجید مجیدی) {برنامه‌ریز و دستیار اول کارگردان }(۱۳۸۳)
11. ترمینال (حسن نجفی) {نویسنده و کارگردان} فیلم کوتاه (۱۳۸۳ فرانسه)
12. نامه (حسن نجفی) {نویسنده و کارگردان} فیلم کوتاه (۱۳۸۳)
13. دلتنگی (حسن نجفی) {نویسنده و کارگردان} فیلم کوتاه مستند (۱۳۸۲)
14. پابرهنه تا هرات (مجید مجیدی) {دستیار اول و برنامه‌ریز} فیلم مستند (۱۳۸۱)
15. المپیک در اردوگاه (مجید مجیدی) {دستیار اول و برنامه‌ریز و مدیر تولید} فیلم مستند (۱۳۸۱)
16. باران (مجید مجیدی) {دستیار کارگردان} (۱۳۷۹)
17. لانه شیطان (عبدالحسین برزیده) {دستیار اول و برنامه‌ریز} سریال تلویزیونی (۱۳۷۷)
18. جنگجوی پیروز (مجتبی راعی) {دستیار اول کارگردان }(۱۳۷۷)
19. تولد یک پروانه (مجتبی راعی) {دستیار کارگردان و کستینگ }(۱۳۷۶)

## جشنواره‌ها
دبیر اولین جشنواره فیلم کوتاه

## گفته‌ها
- یکی از دلایل حضور اندک دفاع مقدس در جشنواره‌ها و به‌طور کلی سینما، ساخته شدن این گونه آثار در طیفی خاص است. اگر دفاع مقدس و فیلم را برای همه مردم بدانیم این گونه نمی‌شود. انحصار سینمای دفاع مقدس در دست عده‌ای خاص، مخاطب را خسته می‌کند…[۲]
- مدیران فرهنگی مااز فیلم‌های مذهبی هیچ حمایتی نمی‌کنند همین الان یک فیلمنامه آماده کار دارم با محوریت ادای دین به مقام حضرت فاطمه (س)؛ بارها و بارها برای دریافت کمک جهت ساخت این فیلمنامه به ارگانهای مختلف رفته‌ام اما هیچ‌کس حمایتی از من نکرده‌است…[۳]